# 24-cm-Kanone L/46
Die 24-cm-Kanone L/46 war eine Krupp-Kanone aus der Vorkriegszeit des Zweiten Weltkriegs und wurde von der Wehrmacht in diesem eingesetzt.

## Geschichte
Das Geschütz wurde 1937 bei der Wehrmacht eingeführt. Während des Zweiten Weltkrieges kamen diese scheinbar nur bei der 1. Batterie des Artillerieregiments 84 zum Einsatz.
Da kein Exemplar den Krieg überstanden hat, sind wenige Details bekannt, offensichtlich gingen die wenigen vorhandenen Geschütze alle im Einsatz verloren.

## Aufbau und Funktionsweise
Die 24-cm-Kanone L/46 teilt die Entwicklung und Konzeption mit der 15-cm-Kanone 39.  Für den Einsatz als Küstengeschütz wurde eine große Grundplatte geschaffen, auf der das Geschütz, welches konventionell ausgeführt war, gedreht werden konnte. In der Mitte unterhalb der Rohrwiege auf einem Pivot stehend, bildeten die Kreisbogenstücke eine Laufbahn für das hintere Ende der Kastenlafette und waren mit dem Mittelpivot mit radialen Armen verbunden.
Wie bei einem Kriegsschiff verfügte die 24-cm-Kanone L/46 über eine elektrische Schusswert-Übertragungsvorrichtung und Anzeige für den Richtkanonier. Ersatzweise war auch ein konventionelles Richten möglich.